# 나와 방전
《나와 방전(私と放電 와타시토 호덴[*]》은 시이나 링고가 발매한 B-Side/베스트 음반이다. 2CD가 1셋트로 구성되어 있고, 그녀의 데뷔 10주년을 기념하기 위해 제작된 앨범이다. 뮤직 비디오 콜렉션 DVD로서 《와타시노 하츠덴 (私の発電 나의 발전[*])》이 같은 날 발매되었다.

## 트랙 리스트

### Disc 1
1. すべりだい (미끄럼틀)
2. アンコンディショナル・ラブ (Unconditional Love (신디 로퍼 커버))
3. リモートコントローラー (리모콘)
4. 眩暈 (현기증)
5. 輪廻ハイライト (윤회하이라이트, Rebirth Highlight(수잔나 호프스 커버))
6. あおぞら (푸른 하늘)
7. 時が暴走する (시간이 폭주한다)
8. Σ (시그마)
9. 東京の女 (도쿄의 여자, Tokyo Woman (The Peanuts 커버))
10. 17
11. 君ノ瞳ニ恋シテル (그대의 눈동자를 사랑해, Can't take my Eyes off (프랭키 밸리 커버))

### Disc 2
1. メロウ (계집아이 / mellow)
2. 不幸自慢 (불행자만)
3. 喪＠CエNコ瑠ヲュWァ (So Cold)
4. 愛妻家の朝食 (애처가의 아침식사)
5. シドと白昼夢 (시드와 백일몽)
6. 意識~戦後最大級ノ暴風雨圏内歌唱~ (의식~전후최대급의 폭풍우권내 가창~)
7. 迷彩~戦後最大級ノ暴風雨圏内歌唱~ (위장~전후최대급의 폭풍우권내 가창~)
8. la salle de bain
9. カリソメ乙女 (HITOKUCHIZAKA ver.) (덧없는 소녀 (HITOKUCHIZAKA ver.))
10. 錯乱 (ONKIO ver.) (착란 (ONKIO ver.))
11. 映日紅の花 (무화과 꽃)